# Brian Johnson (athlétisme)
Pour les articles homonymes, voir Brian Johnson (homonymie) et Johnson.
Brian Johnson, né le 5 mars 1980, est un athlète américain spécialiste du saut en longueur. Il mesure 1,96 m pour 91 kg.

## Meilleures performances
- 55 m en salle :	6.28 	1 	Bâton-Rouge LA	2 mars 2003
- 60 m en salle : 	6.72 	1 	Houston TX	15 février 2003
- 100 m :  10.24 	(1.5) 	1 	Bâton-Rouge LA	13 Apr 2002
- 200 m : 20.65 	 	(2.0) 	1 	Beaumont TX	29 mars 2003
- Longueur : 8,33 m 	(2.0) 	1 	Bad Langensalza	11 Jun 2005
- en salle :	8,28 m	1 	NCAA	Fayetteville AR	14 mars 2003